# 긴발톱할미새
긴발톱할미새(영어: Eastern Yellow Wagtail, 학명: Motacilla tschutschensis)는 참새목 할미새과에 속하는 새이다.

## 생김새
몸윗면은 녹황색이고 몸아랫면은 노란색이다. 다리는 검은색이다.

## 서식지
중앙시베리아에서 추코트 반도, 사할린, 알래스카, 알타이, 중국 동북부 등에서 번식하고 동남아시아, 오스트레일리아 등에서 겨울을 보낸다. 대한민국에서는 봄가을에 보이는 나그네새이다.

## 분류
현재는 Yellow Wagtail을 긴발톱할미새(학명: Motacilla tschutschensis)랑 서양긴발톱할미새(학명: Motacilla flava) 두 종으로 나누고 있다. 대한민국에서 보이는 긴발톱할미새는 다음과 같다.
- 긴발톱할미새 - M. t. taivana: 아무르, 사할린, 홋카이도 등에서 번식하고 중국 동남부, 동남아시아 등에서 월동
- 흰눈썹긴발톱할미새 - M. t. simillima: 캄차카반도, 쿠릴열도 북부, 오호크츠해 연안 등에서 번식하고 중국 동남부, 동남아시아 등에서 월동
- 북방긴발톱할미새 - M. t. macronyx: 몽골 동부, 아무르, 우수리 등에서 번식하고 중국 동남부와 동남아시아 등에서 월동
- 흰눈썹북방긴발톱할미새 - M. t. plexa: 시베리아 오브강 유역에서 콜리마강까지 등에서 번식하고 동남아시아와 인도에서 월동